# Kanton Champagnole
Kanton Champagnole (francouzsky Canton de Champagnole) je francouzský kanton v departementu Jura v regionu Franche-Comté. Tvoří ho 32 obcí.

## Obce kantonu
- Andelot-en-Montagne
- Ardon
- Bourg-de-Sirod
- Champagnole
- Chapois
- Châtelneuf
- Cize
- Crotenay
- Équevillon
- Le Larderet
- Le Latet
- Lent
- Les Nans
- Loulle
- Monnet-la-Ville
- Montigny-sur-l'Ain
- Montrond
- Mont-sur-Monnet
- Moutoux
- Ney
- Le Pasquier
- Pillemoine
- Pont-du-Navoy
- Saint-Germain-en-Montagne
- Sapois
- Sirod
- Supt
- Syam
- Valempoulières
- Vannoz
- Le Vaudioux
- Vers-en-Montagne